# وادي التيم
وادي التيم هو وادي طويل وخصيب على السفوح الغربية لجبل الشيخ في جنوب شرق لبنان. يربط الجنوب اللبناني بالبقاع ويمتد من راشيا الوادي إلى مرج الزهور وحتى حاصبيا وكوكبا. يمر به ويسقي سهوله نهر الحاصباني لذلك ازدهرت العديد من الزراعات فيه وبالاخص الكرمة والزيتون. للمنطقة تاريخ عريق منذ أن استوطنته قبائل التيم العربية ثم انتقلت للشهابيين. كما كانت مركز نشوء مذهب الدروز. واحتله الصليبيون وأنشأوا فيه القلاع والحصون.

## التسمية
ينسب اسم الوادي إلى بطن قبيلة بني التيم، من بنو بنو شهر، من قبيلة الحجر الازدية، وهاجرت من الحجاز وتهامه واستوطنت سفوح جبل الشيخ حوالي القرن الخامس الميلادي .

## قرى وادي التيم
يضم وادي التيم العديد من البلدات والقرى وهي: حاصبيا مركز الوادي، راشيا الوادي، عين عطا، الكفير، الخلوات، ميمس، عين قنيا، راشيا الفخار، الفرديس وكفرحمام.

## طبيعة وادي التيم
أعلى نقطة في وادي التيم هي تل قبر عثمان التي ترتفع 1250م عن سطح البحر.
تمتاز منطقة وادي التيم بتنوع حرجي لا مثيل له في لبنان، من راشيا الوادي شمالاً حتى كفرحمام في أعالي العرقوب جنوباً. وتتصدر أشجار الصنوبر بتعداد يزيد على مئة ألف شجرة، تغطي مساحات واسعة من الأراضي الجبلية الرملية، في أخدود يمتد من قرية عين حرشا في قضاء راشيا الوادي حتى مرتفعات العرقوب، ويشمل قرى عين عطا والكفير والخلوات وميمس وعين قنيا وراشيا الفخار والفرديس وكفرحمام.
وادي التيم منطقة غنية بعنبها المميز، والكرمة من أقدم مزروعاتها لملاءمتها طبيعة الأرض والمناخ وتربة سفوح حرمون، والكروم وما بقي منها تنتشر على التلال وفي المنحدرات ذات التربة الخفيفة وهي زراعة بعلية مناسبة لمنطقة، مياهها السطحية شحيحة صيفاً. والعنب في المنطقة عدة أنواع، أشهرها: العبيدي، الزيني، الأسود، الشموطي والبيتموني.
وتعد منطقة وادي التيم ممراً رئيساً للطيور المهاجرة التي تعبر الأجواء على اختلاف أنواعها، بعض أنواع الطيور يقيم فيها بشكل مؤقت ولفترة قصيرة لتوافر الظروف المناخية من جهة ولتوافر الطعام من جهة أخرى مثل الزيتون فتصبح المنطقة تعج بالصيادين ويمتد موسم الصيد في قرى منطقة وادي التيم أشهراً عديدة ويلازم مواسم التين والرمان والعنب وصولاً إلى الزيتون، الذي يمتد قطافه حتى شهر شباط/ فبراير في سنوات الحمل. وللحد من هذه الظاهرة، أنشأت بلدية إبل السقي محمية طبيعية بالتعاون مع جمعية حماية الطبيعة في لبنان، ومؤسسة «مرسي كور» بتمويل الوكالة الأميركية للتنمية الدولية، وأصدرت قراراً يمنع صيد الطيور لجعل المحمية محطة واستراحة تلجأ إليها الطيور المسافرة.

## آثار وادي التيم
من أهم الآثار الموجودة في وادي التيم:
- قلعة الشهابية.
- قلعة شقيف.
- قلعة راشيا.